# Ранч (соус)
Соус ранч (англ. Ranch dressing; «заправка ранч», «фермерская салатная заправка», «фермерский соус») — американский соус или салатная заправка, обычно приготовленная из пахты, соли, чеснока, лука, горчицы, трав (обычно шнитт-лука, петрушки и укропа) и специй (перца, паприки, молотых семян горчицы), смешанных с соусом на основе майонеза или другой масляной эмульсии. Сметана и йогурт иногда используются в дополнение к пахте и майонезу или вместо них.
Может подаваться как соус для рыбы, а также блюд из овощей, например, к картофелю. Иногда используется как соус-дип для обмакивания закусок.
Ранч является самой продаваемой заправкой для салатов в Соединённых Штатах с 1992 года, когда она обогнала Итальянский соус-заправку (Italian dressing). Соус также популярен в Соединённых Штатах и Канаде в качестве ароматизатора для картофельных чипсов и других продуктов. Согласно исследованию Ассоциации заправок и соусов, в 2017 году 40 % американцев назвали Ранч своей любимой заправкой.

## История
В 1949 году уроженец Тайера, штат Небраска, Стив Хенсон (1918—2007) переехал с женой в район Анкориджа, штат Аляска, где проработал три года в отдаленных районах Аляски в качестве сантехника. Там он изобрел новую заправку для салата для рабочих. Успех Хенсона в сантехническом бизнесе позволил ему выйти на пенсию в возрасте 35 лет, и он переехал с женой в округ Санта-Барбара, штат Калифорния. Через полтора года Хенсон, ищущий средства к существованию, чтобы занять свое время, купил ранчо Суитуотер на перевале Сан-Маркос, в 1956 году и переименовали его в Hidden Valley Ranch. Создавая меню для кухни ранчо, Хенсон подал заправку для салата, которую он создал на Аляске, впечатлив ею гостей. Популярность соуса-заправки побудила Хенсона сделать его партию для своей подруги Одри Овингтон, владелицы таверны Cold Spring Tavern, которая стала первым коммерческим покупателем соуса. К 1957 году в магазинах предлагалась упакованная смесь для приготовления соуса в домашних условиях.
Хенсон начал продавать соус по почте по 75 центов за штуку и в конце концов посвятил этому бизнесу каждую комнату в своем доме. К середине 1960-х гостевое ранчо закрылось, но бизнес Хенсона по доставке соуса по почте процветал. К началу 1970-х годов Хенсон понял, что предприятие слишком велико, чтобы продолжать управлять им на ранчо, которое оставалось штаб-квартирой компании. Хенсоны учредили Hidden Valley Ranch Food Products, Inc. и открыли фабрику по производству соусов в больших объёмах, которые они сначала распространяли в супермаркетах на юго-западе, а затем и по всей стране. Производство смеси было перенесено в Griffith Laboratories в Сан-Хосе, а упаковка производилась в Лос-Анджелесе. Позже производство переместилось в Колорадо, а затем в 1972 году снова переехало в Спаркс, штат Невада.
В октябре 1972 года бренд Hidden Valley Ranch был куплен Clorox за 8 миллионов долларов и Хенсон снова ушел на пенсию.
Clorox несколько раз перерабатывал заправку Hidden Valley Ranch, чтобы сделать её более удобной для потребителей. Первое изменение заключалось в том, что в соус был включен ароматизатор пахты, а это означало, что вместо этого для заправки можно было использовать гораздо менее дорогое обычное молоко. В 1983 году компания Clorox разработала более популярную форму в неохлаждаемых бутылках для длительного хранения.
В течение 1980-х ранч стал распространенным вкусом для снэков, начиная с Cool Ranch Doritos в 1987 году и Hidden Valley Ranch Wavy Lay’s в 1994 году.
В 1990-е годы в Hidden Valley было три варианта ранча, ориентированных на детей: пицца, сыр начо и вкус тако.
По состоянию на 2002 год Hidden Valley Manufacturing Company, дочерняя компания Clorox, производила пакетированные Ранч и бутылочные на двух крупных заводах в Рино, штат Невада, и Уилинге, штат Иллинойс.